# Ty Burrell
Tyler Gerald Burrell, detto Ty (Grants Pass, 22 agosto 1967), è un attore statunitense, noto soprattutto per il ruolo di Phil Dunphy nella serie televisiva Modern Family, per il quale ha vinto due premi Emmy e cinque Screen Actors Guild Award.

## Biografia
Nato in Oregon, è cresciuto nella città meridionale di Ashland, al confine con la California. Dopo aver conseguito il diploma alla Hidden Valley High School a Grants Pass, si iscrive alla Southern Oregon University, dove studia teatro e si laurea nel 1993.
Inizia la sua carriera da attore nel 2000 partecipando ad un episodio di Law & Order - I due volti della giustizia, e successivamente partecipa ai film Evolution e Black Hawk Down - Black Hawk abbattuto. È apparso in varie rappresentazioni teatrali, a Broadway ha lavorato nel Macbeth mentre off-Broadway ha recitato in Corners, The Blue Demon e Burn This. Nel 2004 recita ne L'alba dei morti viventi di Zack Snyder, remake del film di George A. Romero Zombi. Sempre per il cinema ha preso parte a film come Down in the Valley e In Good Company.
In televisione diviene noto per il ruolo del Dr. Oliver Barnes per la serie televisiva di breve vita Out of Practice - Medici senza speranza, andata in onda dal 2005 al 2006. Nel 2006 recita al fianco di Nicole Kidman, interpretando Allan Arbus in Fur - Un ritratto immaginario di Diane Arbus, partecipa anche a pellicole più commerciali come Il mistero delle pagine perdute e L'incredibile Hulk, in quest'ultimo ricopre il ruolo di Doc Samson.
Tra il 2007 e il 2008 prende parte alla sit-com della Fox Back to You, creata da Christopher Lloyd e Steven Levitan. L'anno successivo fa parte del cast di un'altra serie televisiva creata dal duo Lloyd-Levitan ovvero Modern Family, in cui Burrell ricopre il ruolo di Phil Dunphy, per il quale viene premiato con l'Emmy come miglior attore non protagonista in una commedia televisiva nel 2011 e nel 2014.

## Vita privata
È sposato dal 2000 con Holly Anne Brown con la quale ha adottato due bambine nel 2010 e nel 2012.

## Filmografia

### Attore

#### Cinema
- Evolution, regia di Ivan Reitman (2001)
- Black Hawk Down - Black Hawk abbattuto (Black Hawk Down), regia di Ridley Scott (2001)
- L'alba dei morti viventi (Dawn of the Dead), regia di Zack Snyder (2004)
- In Good Company, regia di Paul Weitz (2004)
- Down in the Valley, regia di David Jacobson (2005)
- Friends with Money, regia di Nicole Holofcener (2006)
- The Darwin Awards - Suicidi accidentali per menti poco evolute (The Darwin Awards), regia di Finn Taylor (2006)
- Fur - Un ritratto immaginario di Diane Arbus (Fur: An Imaginary Portrait of Diane Arbus), regia di Steven Shainberg (2006)
- Il mistero delle pagine perdute (National Treasure: Book of Secrets), regia di Jon Turteltaub (2007)
- L'incredibile Hulk (The Incredible Hulk), regia di Louis Leterrier (2008)
- Fratelli in erba (Leaves of Grass), regia di Tim Blake Nelson (2009)
- Il buongiorno del mattino (Morning Glory), regia di Roger Michell (2010)
- Fair Game - Caccia alla spia (Fair Game), regia di Doug Liman (2010)
- Butter, regia di Jim Field Smith (2011)
- Goats, regia di Christopher Neil (2012)
- Muppets 2 - Ricercati (Muppets Most Wanted), regia di James Bobin (2014)
- Uniti per sempre (The Skeleton Twins), regia di Craig Johnson (2014)
- Crazy Night - Festa col morto (Rough Night), regia di Lucia Aniello (2017)

#### Televisione
- Law & Order - I due volti della giustizia (Law & Order) - serie TV, episodi 11x02-13x22 (2000-2003)
- West Wing - Tutti gli uomini del Presidente (The West Wing), episodio 3x08 (2001)
- Law & Order - Unità vittime speciali (Law & Order: Special Victims Unit) - serie TV, episodio 3x15 (2002)
- Out of Practice - Medici senza speranza (Out of Practice) - serie TV, 21 episodi (2005-2006)
- Lipshitz Saves the World, regia di Chris Koch - film TV (2007)
- Genitori in diretta (Back to You) - serie TV, 17 episodi (2007-2008)
- Fourplay, regia di John Pasquin - film TV (2008)
- Damages - serie TV, episodio 2x05 (2009)
- Modern Family - serie TV, 250 episodi (2009-2020)
- Key and Peele - serie TV, episodi 1x03-4x02 (2012-2014)
- I Griffin (Family Guy) - serie TV, episodio 16x01 (2017)

### Doppiatore

#### Cinema
- Mr. Peabody e Sherman (Mr. Peabody & Sherman), regia di Rob Minkoff (2014)
- Alla ricerca di Dory (Finding Dory), regia di Andrew Stanton (2016)
- Alla ricerca di Dory - Interviste al parco oceanografico (Finding Dory: Marine Life Interviews), regia di Ross Stevenson - cortrometraggio (2016)
- Cicogne in missione (Storks), regia di Nicholas Stoller e Doug Sweetland (2016)

#### Televisione
- Super Hero Squad Show (The Super Hero Squad Show) - serie animata, episodi 2x01-2x02-2x24 (2010-2011)
- Glenn Martin DDS - serie animata, episodi 2x10-2x24 (2010-2011)
- Dottoressa Peluche (Doc McStuffins) - serie animata, episodio 1x02 (2012)
- I pinguini di Madagascar (The Penguins of Madagascar) - serie animata, episodio 3x31 (2015)
- Duncanville - serie animata (2020-in corso)

## Doppiatori italiani
Nelle versioni in italiano dei suoi lavori, Ty Burrell è stato doppiato da:
- Enrico Di Troia ne Il mistero delle pagine perdute - National Treasure, Genitori in diretta, L'incredibile Hulk
- Francesco Prando in Law & Order - I due volti della giustizia (ep. 11x02), Fratelli in erba, Il buongiorno del mattino
- Massimo Lodolo in Law & Order - I due volti della giustizia (ep. 13x22), L'alba dei morti viventi
- Massimo Rossi in Modern Family (st. 6-11), I Griffin[1]
- Gaetano Varcasia in Modern Family (st. 1-5)
- Vittorio Guerrieri in Law & Order - Unità vittime speciali
- Vittorio De Angelis in Evolution
- Andrea Ward in In Good Company
- Fabio Boccanera in Out of Practice - Medici senza speranza
- Massimiliano Virgilii in Damages
- Gianluca Tusco in Friends with Money
- Edoardo Nordio in The Darwin Awards - Suicidi accidentali per menti poco evolute
- Danilo De Girolamo in Fur - Un ritratto immaginario di Diane Arbus
- Marco Mete in Muppets 2 - Ricercati
- Pino Insegno in Crazy Night - Festa col morto

Da doppiatore è sostituito da:
- Massimo Lopez in Mr. Peabody e Sherman
- Ambrogio Colombo in Alla ricerca di Dory
- Massimiliano Manfredi in Cicogne in missione
- Marco Mete in Duncanville

## Riconoscimenti
Premio Emmy
- 2010 - Nomination come migliore attore non protagonista in una serie commedia per Modern Family
- 2011 - Migliore attore non protagonista in una serie commedia per Modern Family
- 2012 - Nomination come migliore attore non protagonista in una serie commedia per Modern Family
- 2013 - Nomination come migliore attore non protagonista in una serie commedia per Modern Family
- 2014 - Migliore attore non protagonista in una serie commedia per Modern Family
- 2015 - Nomination come migliore attore non protagonista in una serie commedia per Modern Family
- 2016 - Nomination come migliore attore non protagonista in una serie commedia per Modern Family
- 2017 - Nomination come migliore attore non protagonista in una serie commedia e miniserie per Modern Family e Boondogle